# Spot: The Video Game
Spot: The Video Game — це відеогра-головоломка, розроблена та створена Virgin Mastertronic у 1990-1991 роках для Amiga, Atari ST, Commodore 64, MS-DOS, Game Boy та NES. Це перша відеогра зі «Спотом», маскотом бренду напоїв 7 Up у США.

## Ігровий процес
Ігровий процес заснований на стратегічній настільній грі під назвою Реверсі, але гра відбувається на дошці 7×7 та у деяких варіантах гри певні місця на цій дошці будуть недоступні.
Від двох до чотирьох гравців, якими керують люди або комп’ютер, ходять по черзі токенами певного кольору. Коли токен потрапляє поруч із токенами суперника, то вони змінюють колір. Переможцем кожного раунду стає або останній гравець, у якого залишилися токени, або той, у кого найбільше токенів, коли дошка заповнена. Загальна кількість токенів, якими на даний момент володіє кожен учасник, вказується на екрані.